# GRANDIR ICHII
GRANDIR ICHII（グランディールイチイ）は北海道函館市美原のショッピングセンター。

## 概要

### ショッピングプラザイチイ
産業道路沿いにあった、函館バスグループの東急ボウルはこだて跡地を買収。一位物産を設立し、ショッピングプラザイチイを開業。長崎屋が隣に出店することに危機感を募らせ、自社物件や周辺の土地を取得。長崎屋とも土地取得合戦を繰り広げイトーヨーカドーを誘致。一位物産はイトーヨーカドー函館店の入居するイチイビルのオーナーとなった。

### イトーヨーカドー函館店
1980年9月3日、全国98店舗目、道内8店舗目となるイトーヨーカドー函館店が開店。この日は長崎屋函館店オープンのちょうど1週間後であった。
1991年11月22日、これまで560台で不足していた駐車場を、1,000台に拡大。1階にセガワールドが入居するなどリニューアルを行った。
2022年7月3日、競合店の影響や地域の消費者ニーズへの対応が難しくなってきたことを理由に閉店した。

### GRANDIR ICHII
土地建物を所有する一位物産は新たな複合商業施設の開業を目指し、当初は2024年秋の開業を予定していたが、12月下旬に延期した。
2024年9月10日、名称がGRANDIR ICHII（グランディールイチイ）、開店日を2024年12月20日とすることが発表された。2階には、北海道初の全天候型インクルーシブ屋内広場「いちいの森」を整備。函館市および渡島管内で起業しているショップが出店し、魅力の認知及び向上を図るチャレンジショップを2区画設置する。
2024年9月には地下1階にトライアルが入居することが判明。2024年10月17日にはテナントが発表され、北海道初出店となるcocaや道南初出店となるサイゼリヤなど、23店舗の出店が決定した。

## 年表

### イトーヨーカドー函館店
- 1980年9月3日 - 開店
- 2022年7月3日 - 閉店

### GRANDIR ICHII
- 2024年
  - 9月10日、名称がGRANDIR ICHIIに決定
  - 12月20日 - 開業

## フロアとテナント
地下1階
- スーパーセンタートライアル
- ココカラファイン
- サイゼリヤ
- 美唄焼き鳥惣菜 炎
- えにかいたもち（餅・大福）
- SOUNTRA COFFEE AND MUSIC（カフェ）
- Lily Amour（生花）
- さすがや（貴金属買取専門店）
- iPhone修理ショップ
- アットモバイル（au/UQ取扱店）
- ドコモショップ美原店サテライト
- ソフトバンク神山サテライトショップ
- ラシク保険
- わくわくショップ（就労継続支援B型事業所ショップ）
- セブン銀行ATM

1階
- coca（服飾）
- ダイソー
- StandardProducts（雑貨）
- Idéal.（雑貨）
- tutu anna GRANDE（下着）
- メガネのプリンス
- gashacoco（カプセルトイ）
- 帽子屋FLAVA
- little brothers（古着）
- ピーターパンと仲間たち函館店（アミューズメント）
- プリ機コーナー

2階
外周は一周275 mの「イチイウォーキングコース」という通路になっている。
- いちいの森（アミューズメント）
- 西松屋
- golosa goloso（パティスリー＆カフェ）
- NCV美原ショップ（メディアブース）
- 女性だけの健康体操教室

## アクセス
北海道道347号赤川函館線そば、北海道道100号函館上磯線（産業道路）沿い。
- 函館バス「中央小学校前」下車